# Đầm Givenchy đen của Audrey Hepburn
Đầm Givenchy đen của Audrey Hepburn là một chiếc đầm đen nhỏ do Hubert de Givenchy thiết kế, xuất hiện cùng Audrey Hepburn trong mở đầu của bộ phim hài lãng mạn Breakfast at Tiffany's (1961). Chiếc đầm được xem là một trong những trang phục biểu tượng của thế kỷ 20 và có thể là một trong những chiếc "đầm đen nhỏ" nổi tiếng nhất mọi thời đại.

## Bối cảnh
Audrey Hepburn là bạn thân của nhà thiết kế người Pháp Givenchy, thường gọi ông là "bạn thân thiết" trong khi ông nhắc đến bà như là "em gái" của mình.
Vào năm 1961, Givenchy thiết kế một chiếc đầm đen nhỏ trong cảnh mở đầu của bộ phim hài lãng mạn Breakfast at Tiffany's của Blake Edwards, nơi Hepburn thủ vai chính cùng George Peppard. Chuỗi hạt do Roger Scemama, một trong những đơn vị thiết kế nên trang sức cho Givenchy thực hiện. Audrey đặt hai bộ đầm này và mang đến hãng phim Paramount. Chiếc đầm bị cho là không phù hợp với bộ phim vì để lộ một phần đáng kể đôi chân của Audrey và nửa dưới của nó đã bị biến tấu lại bởi Edith Head. Bộ đầm thêu tay bản gốc hiện đang nằm trong kho lưu trữ cá nhân của Givenchy, trong khi chiếc đầm mà Audrey đem về Paramount đang trưng bày tại Bảo tàng Điện ảnh ở Madrid và chiếc còn lại được mua đấu giá tại Christie's vào tháng 12 năm 2006. Không có bộ đầm nào do Givenchy sáng tạo được sử dụng thực trong bộ phim và ảnh quảng bá. Áp phích của bộ phim do nghệ sĩ Robert McGinnis thực hiện, và trong quyển sách Fifth Avenue, 5am của Sam Wasson, ông giải thích rằng tấm ảnh được sử dụng để vẽ nên tấm áp phích không để lộ chân và ông phải vẽ thêm để khiến áp phích hấp dẫn hơn. Bộ đầm thật sử dụng trong bộ phim, do Edith Head thiết kế, đã bị Head và Hepburn tiêu hủy tại Western Costume ở California sau khi ghi hình.

### Thiết kế
Trang phục là một chiếc đầm dạ hội Givenchy bằng vải Satin Ý màu đen. Christie's mô tả đây là "một bộ đầm không tay, dài thướt tha với áo trên vừa vặn nhấn mạnh ở lưng, họa tiết cắt xẻ cổ áo đặc biệt, chiếc váy tập trung nhẹ ở phần hông và cắt rộng xuống một bên đùi [...] đi cùng một đôi găng tay đen dài xuống khuỷu tay". Chiếc áo trên hở nhẹ ở lưng với phần cổ áo khiến vai áo bị cắt đi. Trong bộ phim, Audrey Hepburn mang một đôi bao tay cùng màu dài đến khuỷu tay và nhiều tràng hạt. Diện mạo này được mô tả là "vô cùng nữ tính" và "rất Paris". Givenchy không chỉ chọn bộ đầm theo nhân vật trong phim mà còn thêm thắt những phụ kiện phù hợp như nhiều chuỗi hạt ngọc trai, một ống điếu xì gà dài, một chiếc mũ đen to và đôi găng tay opera, không chỉ "nhấn mạnh nhân vật bằng hình ảnh mà còn liên kết Audrey với cô ấy”.

## Tiếp nhận
Chiếc đầm được xem là một trong những trang phục nổi tiếng nhất lịch sử điện ảnh và thế kỷ 20. Đây cũng có thể là "chiếc đầm đen nhỏ nổi tiếng nhất mọi thời đại" và gây nên nguồn cảm hứng lớn đến thời trang, trở thành một phần không thể thiếu trong phục trang của phái nữ. Trong một cuộc bình chọn vào năm 2010 của LOVEFiLM, bộ đầm này được chọn là trang phục nữ đẹp nhất trong một bộ phim.
Vào tháng 11 năm 2016, Natalie Portman xuất hiện trên bìa tạp chí Harper's Bazaar với một trong những chiếc đầm Givenchy bản gốc cho phim Breakfast at Tiffany's. Vào ngày 5 tháng 12, chiếc đầm được bán đấu giá tại Christie's ở Luân Đôn và thuộc về một người mua vô danh trên điện thoại. Giá tiền ước tính ban đầu của nhà tổ chức là từ 50.000 đến 70.000 bảng Anh, nhưng cuối cùng lại lên đến 467.000 bảng Anh (923.187 đô-la Mỹ). Số tiền tại buổi đấu giá được quyên góp để giúp đỡ xây dựng một ngôi trường tại Calcutta. Chính Givenchy đã tặng chiếc váy cho Dominique Lapierre, tác giả quyển City of Joy, cùng vợ của ông để gây quỹ từ thiện. Lapierre chia sẻ mình "chết lặng khi biết rằng trang phục từng thuộc về một nữ diễn viên tuyệt vời giờ có thể giúp tôi mua gạch và xi-măng để giúp đỡ những trẻ em nghèo khổ nhất thế giới đến trường." Sarah Hodgson, một chuyên gia thời trang của Christie's khẳng định "Đây là một trong những chiếc đầm đen nổi tiếng nhất thế giới—một phần biểu trưng của lịch sử chiếu bóng—và chúng tôi rất vui mừng vì nó đã mang về một số tiền kỷ lục."